# Florent Boffard
Florent Boffard (* 1964) ist ein französischer Pianist und Musikpädagoge.

## Leben und Wirken
Florent Boffard erhielt seine erste musikalische Ausbildung am Conservatoire National de Région de Lyon. Ab 1976 besuchte er die Klavierklasse von Yvonne Loriod am Pariser Konservatorium, die er mit einem ersten Preis abschloss; später vervollkommnete er seine Klavierausbildung bei Germaine Mounier. Daneben studierte er Kammermusik bei Geneviève Joy. 
Von 1988 bis 1999 war er Mitglied des Ensemble Intercontemporain, mit dem er zahlreiche Werke von zeitgenössischen Komponisten wie Franco Donatoni, György Ligeti, Klaus Huber, Philippe Fénelon und Michael Jarrell aufführte. Er spielte u. a. Aufnahmen von Pierre Boulez’ Structures pour deux pianos (mit Pierre-Laurent Aimard) und Luciano Berios Sequenza IV ein. Mit Isabelle Faust nahm er Béla Bartóks 2. Sonate für Violine und Klavier auf. Bei Harmonia Mundi erschien 2001 seine Aufnahme der Klavieretüden Debussys und Bartóks.
Als Konzertpianist trat Boffard u. a. bei Festivals in Salzburg, Berlin, Bath und Brüssel auf und arbeitete mit Dirigenten wie Pierre Boulez, Simon Rattle, Leon Fleisher und David Robertson.
Seit 1997 ist Boffard Professor am Konservatorium in Paris. Die Forberg-Schneider-Stiftung verlieh ihm 2001 den Belmont-Preis für seine Verdienste um die zeitgenössische Musik.